# HMS Galatea (1934)
HMS Galatea – brytyjski krążownik lekki okresu II wojny światowej, typu Arethusa, w służbie w latach 1935-1941. Nazwę tę nosiły także inne okręty.

## Budowa
Krążownik lekki „Galatea”, noszący tradycyjne w marynarce brytyjskiej Royal Navy imię żeńskie z mitologii greckiej (Galatea), był drugim okrętem typu niewielkich krążowników lekkich Arethusa, składającego się z czterech jednostek. Były one zaprojektowane jako relatywnie słabsze krążowniki lekkie, przewidywane głównie do walki z niszczycielami i wsparcia własnych niszczycieli. Budowę rozpoczęto w stoczni Scotts Shipbuilding & Engineering Co. w Greenock w Szkocji 2 czerwca 1933, zwodowano go 9 sierpnia 1934, a wszedł do służby 14 sierpnia 1935. Po wejściu do służby nosił numer identyfikacyjny 71.

## Służba

### Początek wojny 1939-1940
Przed wojną służył na Morzu Śródziemnym jako okręt flagowy brytyjskich niszczycieli Floty Śródziemnomorskiej. W 1939 okręt przeszedł modernizację, podczas której wzmocniono artylerię przeciwlotniczą do poziomu dwóch ostatnich okrętów typu, instalując 4 podwójne stanowiska dział uniwersalnych 102 mm zamiast 4 pojedynczych. Po wybuchu II wojny światowej, w grudniu 1939 powrócił do Wielkiej Brytanii, wchodząc wraz z pozostałymi trzema okrętami tego typu w skład 2. eskadry krążowników (2nd Cruiser Squadron) wiceadm. George Edward-Collinsa, jako jej okręt flagowy. Eskadra działała głównie na Morzu Północnym. W lutym 1940 „Galatea” uczestniczyła czasowo w zespole przechwytującym niemieckie statki handlowe próbujące przerwać się z hiszpańskiego portu Vigo.

### Kampania norweska i Atlantyk 1940-1941
Niedługo przed niemieckim atakiem na Norwegię, „Galatea” wyszła w morze 4 kwietnia 1940 z bliźniaczą „Arethusą” i polskim dywizjonem niszczycieli (OORP „Błyskawica”, „Grom”, „Burza”) na patrol w kierunku wybrzeży Norwegii, poszukując bezskutecznie niemieckich okrętów. Podczas kampanii norweskiej, 18 kwietnia i 22-23 kwietnia „Galatea” z innymi okrętami (w tym „Arethusą”) transportowała wojska do Andalsnes w Norwegii, następnie 1 maja ewakuowała stamtąd wojska alianckie. Podczas kampanii francuskiej, w dniach 24-26 maja „Galatea” z „Arethusą” wspierały ogniem artylerii wojska w rejonie Calais.
1 września „Galatea” odniosła lekkie uszkodzenia od bliskiego wybuchu niemieckiej miny koło ujścia Humber. W nocy 8/9 przeprowadziła z niszczycielami operację przeciw niemieckiej żegludze pod Calais, lecz nie odnaleziono żadnych statków. W drodze powrotnej „Galatea” 9 września wpadła na minę pod Sheerness, po czym była remontowana w Chatham od 18 października 1940 do 8 stycznia 1941. Z okrętu zdemontowano wtedy katapultę i wodnosamolot, wzmacniając za to lekkie uzbrojenie przeciwlotnicze - dodano dwa poczwórnie sprzężone działka 40 mm Vickers „pom-pom” i 8 pojedynczych działek 20 mm Oerlikon w miejsce zdjętych wkm 12,7 mm oraz zainstalowano radar typu 279.
„Galatea” powróciła następnie do roli okrętu flagowego 2. eskadry krążowników, kadm. Curtisa, w skład której wchodziła wtedy również bliźniacza HMS „Aurora” oraz HMS „Kenya” i „Hermione”. Pod koniec maja 1941 z eskadrą wzięła udział w poszukiwaniach niemieckiego pancernika „Bismarck”, w składzie osłony lotniskowca HMS „Victorious”.

### Morze Śródziemne i północny Atlantyk 1940-1941
W lipcu 1941 „Galatea” została skierowana na wschodnie Morze Śródziemne - drogą wokół Afryki i przez Kanał Sueski do Aleksandrii, gdzie weszła w skład 15. eskadry krążowników. Wzięła udział w operacji floty 23-25 listopada, podczas której pancernik HMS „Barham” został zatopiony przez okręt podwodny U-331. W dniach 8-11 grudnia uczestniczyła w operacji przeciw włoskiej żegludze i ostrzale Derny.
13 grudnia 1941 w składzie zespołu „V” kadm. Philipa Viana (ponadto krążowniki przeciwlotnicze HMS „Naiad” i „Euryalus” i 9 niszczycieli HMS „Jervis”, „Kimberley”, „Kingston”, „Kipling”, „Griffin”, „Havock”, „Hotspur”, HMAS „Napier” i „Nizam”) wzięła udział w operacji przechwycenia włoskiego konwoju, który jednak został zawrócony. Powracając do bazy, brytyjskie okręty natknęły się pod Aleksandrią na niemieckie okręty podwodne. Tuż przed północą 14 grudnia okręt podwodny U-557 storpedował „Galateę” trzema torpedami, na skutek czego krążownik szybko zatonął z 23 oficerami i 447 marynarzami, w tym z dowódcą kmdr. Edwardem Simem, na pozycji 31°17' N, 29°13' E. 154 osoby uratowały niszczyciele „Griffin” i „Hotspur”. Nie jest wykluczone, że „Galatea” została wcześniej uszkodzona przez włoski okręt podwodny „Dagabur”, atakujący ją ok. godziny 20 (U-557 został dwa dni później omyłkowo staranowany przez włoski torpedowiec „Orione” i zatonął z całą załogą).
Opis okrętu - zobacz krążowniki lekkie typu Arethusa.

## Dane techniczne
- zapas paliwa: 1327 t mazutu

Uzbrojenie i wyposażenie:
- 6 dział 152 mm Mk XXIII w wieżach dwudziałowych Mk XXI (3xII).
  - długość lufy L/50 kalibrów (7620 mm), donośność maksymalna 23.300 m, kąt podniesienia 60°, masa pocisku 50,8 kg, zapas amunicji - 200 na działo.
- 8 uniwersalnych dział przeciwlotniczych 102 mm Mk XVI w stanowiskach dwudziałowych Mk XIX (4xII) (do 1939: 4 działa 102 mm Mk V (4xI))
- 8 działek przeciwlotniczych 40 mm Vickers Mk VIII w poczwórnych stanowiskach Mk VII (2xIV - od 1941)
- 8 działek przeciwlotniczych 20 mm Oerlikon (od 1941)
- 8 wkm 12,7 mm plot (2xIV) (do 1940)
- 6 wyrzutni torpedowych 533 mm TR Mk IV dla torped Mk IX (2xIII)
- 1 wodnosamolot Fairey Seafox, katapulta (do 1940)

Opancerzenie:
- pas burtowy: 57 mm
- pokład pancerny: 25,4 mm
- przednia i tylna gródź cytadeli pancernej: 25,4 mm
- komory amunicyjne: 76–51 mm i 25,4 mm
- wieże: 25,4 mm
- barbety: 19 mm
- masa: 618 t